# 226 Weringia
A 226 Weringia a Naprendszer kisbolygóövében található aszteroida. Johann Palisa fedezte fel 1882. július 19-én.